# كأس القارات لكرة السلة 1984
كأس القارات لكرة السلة 1984 هو الموسم 17 من  كأس القارات لكرة السلة. أشرف على تنظيمه الاتحاد الدولي لكرة السلة، وفاز فيه فيرتوس روما.